# Бариерата (филм, 1974)
Бариерата е българска телевизионна новела (драма) от 1974 година по сценарий на Александър Лазаров. Режисьор и оператор на филма е Алеко Драганов. Художник Недю Недев. 
Филмът е заснет по разказ на Младен Денев.

## Актьорски състав
| В главните роли                   | Изпълнител      |
| --------------------------------- | --------------- |
| Иван, машинистът на товарния влак | Радомир Антонов |
| приятелят на Иван                 | Кольо Дончев    |
| бащата на момичето                | Благой Стратев  |